# 白鷗大学の人物一覧
白鷗大学の人物一覧（はくおうだいがくのじんぶついちらん）は、白鷗大学に関係する人物の一覧記事である。

## 歴代学長
- 上岡一嘉 - 初代学長（元早稲田大学講師、青山学院大学教授）
- 小山宙丸 - 第3代学長（哲学者、早稲田大学第13代総長）
- 森山眞弓 - 第4代学長（元衆議院議員、元法務大臣）
- 奥島孝康 - 第5代学長（法学者、早稲田大学第14代総長）
- 北山修 - 現学長（精神科医、ミュージシャン）

## 教職員

### 経営学部
- 岩渕健輔 - 准教授（日本ラグビーフットボール協会専務理事、元ラグビー選手）
- 國方俊男 - 特任教授（外交官）
- 栗山英樹 - 教授（元プロ野球選手、プロ野球監督、スポーツキャスター）
- 後藤謙次 - 名誉教授（ジャーナリスト、元共同通信社記者）
- 嶋中雄二 - 教授（エコノミスト）
- 嶌信彦 - 元教授（ジャーナリスト、慶應義塾大学メディアコム講師併任）
- 下村健一 - 教授（ジャーナリスト、元TBSアナウンサー）
- 菅野嘉則 - 教授（ディレクター、プロデューサー、実業家）
- 高橋浩夫 - 名誉教授（経営学者）

### 法学部
- 澤登佳人 - 元教授（刑法学者）
- 福岡政行 - 名誉教授（コメンテーター、立命館大学客員教授）

### 教育学部
- 岡田晴恵 - 教授（医学博士、感染症専門家）
- 加藤澤男 - 名誉教授（元体操選手）
- 山本コウタロー - 元名誉教授（歌手、タレント）

### 法科大学院
- 土本武司 - 名誉教授（元最高検検事、帝京大学客員教授）
- 石田満 - 元教授（上智大学名誉教授）

## 著名な出身者

### 野球
- 飯原誉士 - 元プロ野球選手
- 大下誠一郎 - プロ野球選手、千葉ロッテマリーンズ
- 岡島豪郎 - プロ野球選手、東北楽天ゴールデンイーグルス
- 金伏ウーゴ - 元プロ野球選手
- 角一晃 - 元プロ野球選手※中退
- 曽谷龍平 - プロ野球選手、オリックス・バファローズ
- 西川拓喜 - 元プロ野球選手、現大阪府警察警察官
- 髙谷裕亮 - 元プロ野球選手
- 塚田正義 - 元プロ野球選手
- 仲尾次オスカル - 元プロ野球選手、現日本製鉄かずさマジック
- ラファエル・フェルナンデス - 元プロ野球選手
- ルシアノ・フェルナンド - 元プロ野球選手
- 塚田貴之 - 元プロ野球選手
- 大山悠輔 - プロ野球選手、阪神タイガース
- 中塚駿太 - プロ野球選手、信濃グランセローズ
- 吉村健二 -元アマチュア野球選手
- ラミレス・レンソ - アマチュア野球選手、札幌ホーネッツ
- 福島圭音 - プロ野球選手、阪神タイガース

### バスケットボール
- 荒井尚光 - 元バスケットボール選手、宇都宮ブレックスU18ヘッドコーチ
- 荒谷裕秀 - バスケットボール選手、長崎ヴェルカ所属
- 石川裕一 - 元バスケットボール選手、山形ワイヴァンズヘッドコーチ
- 王新朝喜 - 元バスケットボール選手
- 大村早和 - バスケットボール選手、アイシン ウィングス所属
- 落合里泉 - 元バスケットボール選手
- 落合嘉郎 - 元男子バスケ部HC、現仙台89ersアシスタントコーチ
- 片岡大晴 - バスケットボール選手、仙台89ers所属
- 金子貴代美 - 元バスケットボール選手
- 鎌田眞吾 - 元バスケットボール選手、宇都宮ブレックスゼネラルマネージャー
- 神里和 - バスケットボール選手、熊本ヴォルターズ所属
- 川邉亮平 - バスケットボール選手、さいたまブロンコス所属
- 桐原麻尋 - バスケットボール選手、富士通レッドウェーブ所属
- 佐坂樹 - バスケットボール選手、トヨタ紡織サンシャインラビッツ所属
- 佐藤京香 - バスケットボール選手、アランマーレ秋田所属
- 軸丸ひかる - バスケットボール選手、東京羽田ヴィッキーズ所属
- 白濱僚祐 - バスケットボール選手、島根スサノオマジック所属
- 杉山裕介 - バスケットボール選手、神戸ストークス所属
- 鈴置彩夏 - バスケットボール選手、ENEOSサンフラワーズ所属
- 角田太輝 - バスケットボール選手、佐賀バルーナーズ所属
- 関屋心 - バスケットボール選手、岩手ビッグブルズ所属
- 田中平和 - バスケットボール選手、トヨタ自動車アンテロープス所属
- 千葉慎也 - 元バスケットボール選手
- 鶴見彩 - バスケットボール選手
- 長島蓮 - バスケットボール選手、熊本ヴォルターズ所属
- 野﨑零也 - バスケットボール選手、川崎ブレイブサンダース所属
- 野澤登真 - バスケットボール選手、しながわシティ所属
- 林咲希 - バスケットボール選手、富士通レッドウェーブ所属
- 藤井美紀 - 元バスケットボール選手
- 藤江建典 - 元バスケットボール選手
- 星香那恵 - バスケットボール選手、日立ハイテク クーガーズ所属
- 星野曹樹 - バスケットボール選手、群馬クレインサンダーズ所属
- 前田怜緒 - バスケットボール選手、アルティーリ千葉所属
- 松下裕汰 - バスケットボール選手、レバンガ北海道所属
- 松永夏海 - バスケットボール選手、アランマーレ秋田所属
- 三浦舞華 - バスケットボール選手、トヨタ自動車アンテロープス所属
- 柳川龍之介 - バスケットボール選手、山形ワイヴァンズ所属
- 山下詩織 - バスケットボール選手、富士通レッドウェーブ所属
- 横塚蛍 - バスケットボール選手
- 劉生琢行 - 元バスケットボール選手

### ラグビー
- キキワカ・ウイルソニー - ラグビー選手
- トゥキリ・ロテ・ダウラアコ - ラグビー選手
- トーマス優デーリックデニイ - ラグビー選手

### その他
- 田所嘉徳 - 衆議院議員
- 楽月慎 - 小説家
- 末藤崇成 - サガン鳥栖テクニカルコーチ
- 清水貞信 - かまボイラーのボーカル
- 大久保琉唯 - キックボクサー